# Abbaye Notre-Dame de Loroy
L’abbaye de Loroy, ou de Lorroy ou encore de Lorois, est une ancienne abbaye cistercienne, fondée par les moines de la Cour-Dieu, qui était située sur le territoire de la commune de Méry-ès-Bois dans le Cher.
Fondée dès les années 1120, elle connaît des débuts relativement prospères, fondant l'abbaye d'Élan dans les Ardennes. Mais les guerres de Religion la détruisent complètement en 1562. La reconstruction occupe les vingt années suivantes.
À la Révolution, l'abbaye est fermée et vendue comme bien national. Son acquéreur détruit l'abbatiale.
Elle est particulièrement connue pour les liens qu'elle entretint pendant des siècles avec la Maison de Sully, ainsi, beaucoup plus tard, que par sa ré-utilisation implicite comme cadre d'une partie de l'action du roman Le Grand Meaulnes d'Alain-Fournier.

## Histoire

### Fondation
L'abbaye est fondée en 1125 ou 1129 par les moines cisterciens de l'abbaye de la Cour-Dieu, fondation directe de Cîteaux. Ils s'établissent en ce lieu à la demande de Vulgrin ou Vulgrain, archevêque de Bourges de 1120 à 1137. Dès cette fondation, l'abbaye est protégée par le roi de France Louis VI.

### Moyen Âge
En 1190, Hugues de Vevres, seigneur de Menetou, donne des terres à l’abbaye Notre-Dame de Loroy toute proche (actuellement sur la commune de Méry-ès-Bois) fondée depuis peu (1125) par le seigneur de Sully, la Chapelle et les Aix. La famille de  Graçay  donne  la  moitié  de  la  terre  de  Saint-Palais  et  le  droit d’usage dans la forêt du même nom, ce qui permet à l’abbaye de prendre vite de l'essor grâce également à une autre grande famille, celle de Sully.
L'abbaye prospère assez rapidement, au point de fonder une abbaye-fille, celle d'Élan, dans les Ardennes

### Les guerres de Religion
L'abbaye souffre énormément des guerres de Religion : le lundi de Pentecôte 1562, au matin, un groupe de protestants venus d'Aubigny-sur-Nère détruisent et pillent l'abbaye, puis brûlent le reste. Elle est restaurée en 1583.

### Incendie et reconstruction auxXVIIeetXVIIIesiècles
En 1661, l'abbaye est à nouveau ravagée par un incendie provoqué par l'imprudence d'un valet d'écurie. La reconstruction de l'édifice n'intervient qu'environ cent ans plus tard.

### La Révolution
À la Révolution, l'abbaye est fermée et vendue comme bien national, et achetée par le docteur Aubry, qui entretient les bâtiments d'habitation mais démolit l'église abbatiale.

### Après la Révolution
À la fin du XIXe siècle, le comte de Clermont-Tonnerre fait reconstruire une chapelle à l'angle du cloître.
Alain-Fournier, influencé par sa sœur Isabelle qui aimait à venir s'y promener, introduit l'abbaye comme cadre « mystérieux » de la fête dans son roman Le Grand Meaulnes.
Le domaine est aujourd'hui à l'abandon.

## L'abbaye
L'abbaye s'organise autour du cloître ; celui-ci, rebâti au XVIIIe siècle, est rectangulaire (46 × 34 m).

## Abbés connus
- 1125 : Robert
- 1141 : dom Bliard, encore actif en 1147
- 1264 : Henry
- 1287 : Richard
- 1321 : Pierre
- XVe siècle : Bernard
- environ 1500 : Charles de Bar, nommé évêque de Saint-Papoul en 1508

Vicariat de l’abbaye 1204-1434

## Sépultures connues
- Albéric de Reims, archevêque de Bourges, dans le chœur, près du maître-autel en 1141.
- Henri de Sully, en 1200 dans le chœur, près du maître-autel.

## Propriétés
Les domaines de l'abbaye sont répertoriés aux Archives départementales du Cher (B280).
- Prieuré Sainte-Madelaine de Michavant, sur la paroisse de Parassy, ainsi que la Fontaine[9]. Vendu en 1791 à Claude François et Fiacre Gauthier, habitants d'Aubinges.
- Rente sur la métairie de Beaumont[10].